# 拉德福姆瓦尔德
拉德福姆瓦尔德是德国北莱茵-威斯特法伦州的一个市镇。总面积53.86平方公里，总人口22307人，其中男性10692人，女性11615人（2011年12月31日），人口密度414人/平方公里。

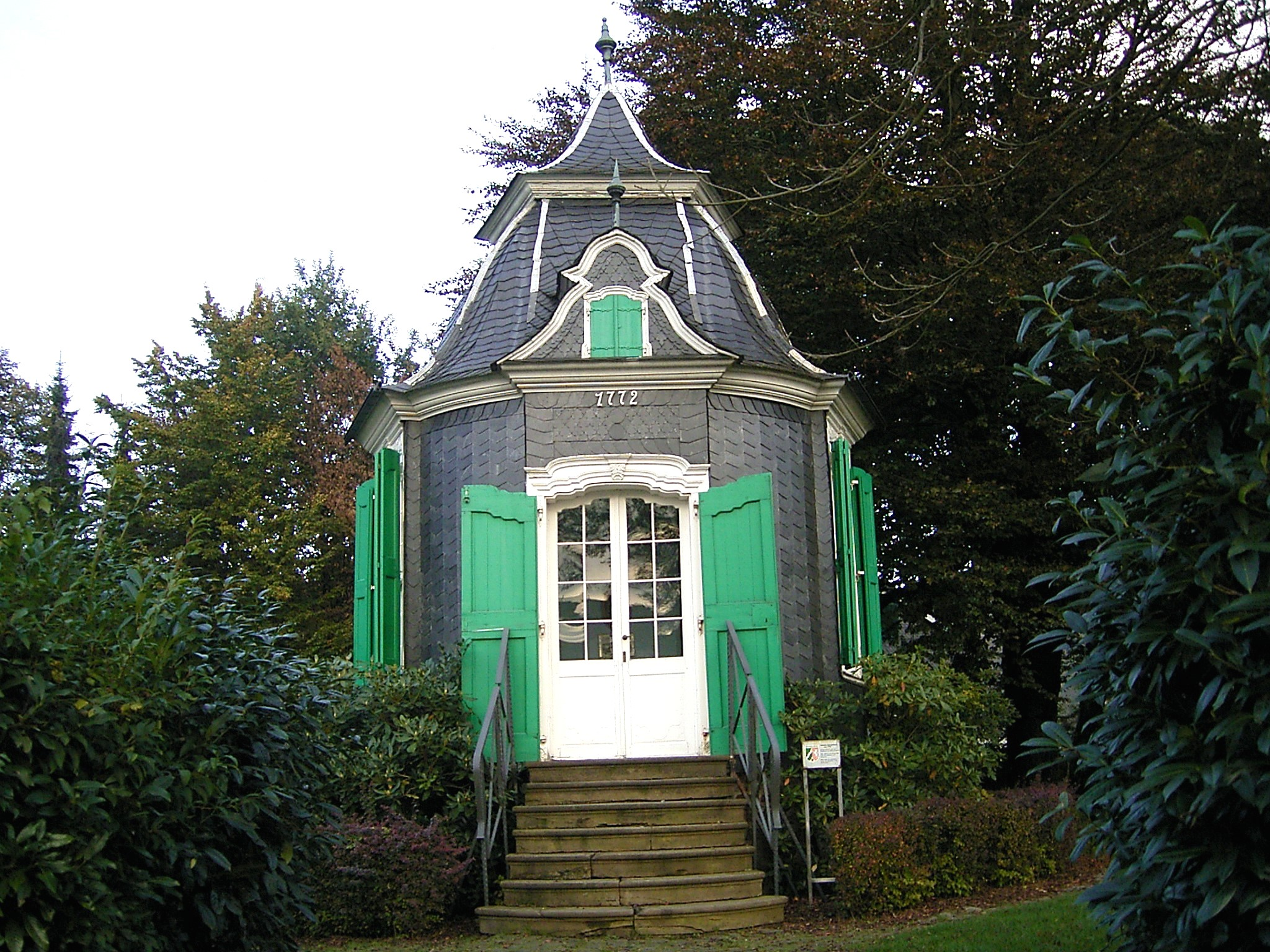
建于1772年的洛可可式花园小屋，在1802年城市大火中幸存，是该市最古老的建筑。

## 友好城市
- 法國 沙托布里扬